# Quercus nivea
Quercus nivea King – gatunek rośliny z rodziny bukowatych (Fagaceae Dumort.). Występuje naturalnie w Malezji – w stanach Sarawak, Kelantan oraz Terengganu. 

## Morfologia
PokrójZimozielone drzewo dorastające do 27 m wysokości. Pień wyposażony jest w korzenie podporowe.
Gatunku podobneRoślina jest podobna do gatunku Q. argentata, który jednak osiąga większą wysokość.

## Biologia i ekologia
Rośnie w lasach. Występuje na wysokości od 600 do 900 m n.p.m.